# Kamienica przy placu Miarki 6 w Katowicach
Kamienica przy placu Karola Miarki 6 w Katowicach – zabytkowa kamienica mieszkalna, położona przy placu K. Miarki 6 w Katowicach-Śródmieściu.
Kamienica ta została oddana do użytku w 1906 roku, a zaprojektował ją Edler Franz w stylu historyzmu z elementami modernizmu. Była ona w 1930 i 1951 roku przebudowywana, zaś w 2006 roku przeszła modernizację. Obiekt posiada ośmioosiową elewację frontową, z zachowanymi dekoracjami sztukatorskimi.
W dniu 30 września 1999 roku kamienica ta wraz z oficynami została ona wpisana do rejestru zabytków pod numerem A/22/99 – granice ochrony obejmują cały budynek. Budynek wpisany jest także do gminnej ewidencji zabytków miasta Katowice, a na podstawie przepisów miejscowego planu zagospodarowania przestrzennego uchwalonego 28 maja 2014 roku wytyczono także strefę ochrony konserwatorskiej obejmującą m.in. niniejszą kamienicę.
W połowie sierpnia 2022 roku w systemie REGON pod tym adresem zarejestrowanych było 6 aktywnych podmiotów gospodarcze, w tym kancelarie adwokackie. Działał tu wówczas także klub muzyczny Bavitto.
Powierzchnia użytkowa kamienicy wraz z oficynami wynosi 2 085,23 m², zaś powierzchnia zabudowy 485 m². Posiada ona pięć kondygnacji nadziemnych i podpiwniczenie.